# Tiết canh

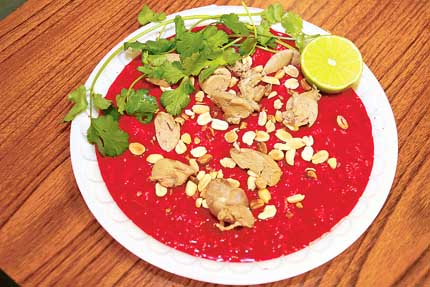
Um prato de tiết canh

Tiết canh é uma sopa de sangue de pato, típica do norte do Vietname, que não é cozinhada e é muitas vezes servida ao pequeno-almoço. 
O sangue é retirado do pato, embora também possa ser usado sangue de porco, de cão ou de veado, e refrigerado durante 24 horas, ficando assim coagulado, ou misturado com molho de peixe, para evitar a coagulação imediata e dar-lhe outro sabor. A carne ou os miúdos do animal são cozinhados, cobertos com o sangue e servidos com manjericão vietnamita (“rau rem”) e outros vegetais frescos, vinagre ou limão, e amendoim. Normalmente, a sopa é servida com tortilhas de arroz com gergelim, ou com “papel-de-arroz” ou “bang trang me”. 